# Zalissia
Zalissia (en ucraïnès: Залісся) és un poble de la República Autònoma de Crimea, a Ucraïna, que el 2014 tenia 1.063 habitants. Pertany al districte de Simferòpol.